# Tioumoukro
Tioumoukro est une localité rurale de la région du N'zi, au sud-est de la capitale politique de la Côte d'Ivoire. Ce village est rattaché à la commune de Dimbokro.